# Тени старого замка
«Тени старого за́мка» — советский телевизионный художественный фильм из пяти серий (называемых в титрах выпусками), снятый в 1966 году режиссёром Марией Муат. Премьерный показ состоялся по Первой программе ЦТ с 23 по 28 марта 1966 года.
Экранизация повести Арнольда Негго «Остров великанов». Действие фильма разворачивается в 1948 году на одном из пограничных островов Эстонии.

## Сюжет
Осень 1948 года. В трёхсотлетнем замке баронов фон Лорингеров, стоящем на одном из пограничных островов Советской Эстонии в Балтийском море, теперь находится Мустамяэская семилетняя школа-интернат. Местные жители уверены, что там обитает привидение Зелёного охотника. Живущим в за́мке школьникам тоже кажется, что по ночам они слышат шаги.
Во время уборки ребята находят модель пиратского парусника, в котором оказался тайник. В нём хранились документы — рапорт немецкого офицера Вальтера и старые документы директора школы, бывшего белогвардейского офицера Филимова.
В поисках приключений и мифических сокровищ замка ребята открывают зловещие тайны эстонских националистов, сотрудничавших в годы Второй мировой войны с нацистами.

## Список серий (выпусков)
- Выпуск I: «Тайна зеленого охотника»
- Выпуск II: «Рапорт Вальтера»
- Выпуск III: «Человек, потерявший Родину»
- Выпуск IV: «Горести Ильмара»
- Выпуск V: «Сокровища Совы»

## В ролях
- Юрий Лученко — Александр Уйбо, учитель русского языка и литературы
- Леонид Губанов — Рене Руммо, доктор
- Маргарита Юрьева — Кярт Ребане, учительница немецкого языка. В прошлом — Гертруда фон Лорингер, она же агент «Сова»
- Владимир Муравьёв — Альберт Ребане, преподаватель химии
- Михаил Болдуман — Максим Аполлонович Филимов, директор школы-интерната
- Георгий Епифанцев — капитан Тенин, начальник пограничной заставы
- Виктор Бубнов — «Страшный Курт», главарь банды
- Юрий Пузырёв — Эндель Метс, сообщник Курта
- Вера Попова — Анна
- Генриэтта Ромодина — Тереза Таммеорг, вдова
- Юрий Леонидов — Яан Тедер
- Маргарита Докторова — Марет, жена Мадиса
- В. Епифанов — Мадис

## Съёмочная группа
- Автор сценария — Мария Муат
- Режиссёр-постановщик — Мария Муат
- Операторы — Л. Бунин, В. Вязов, В. Гусев
- Художник-постановщик — И. Морозов
- Композитор — Михаил Зив
- Дирижёр — Г. Дугашев
- Звукооператор — В. Русаков
- Ассистенты:

режиссёра — Л. Недзельская
оператора — В. Горохов
по монтажу — Г. Илюхина
- Художник по костюмам — Н. Антипова
- Художник-гримёр — Т. Клеманова
- Художник по монтажу — Л. Астафьева
- Редакторы: Т. Птицына, Т. Паченцева
- Директор фильма — В. Шафран

## Технические данные
- Художественный фильм, из пяти серий (называемых в титрах выпусками), телевизионный, чёрно-белый.